# Liga Asobal 2011/12
Die Liga Asobal ist die höchste Spielklasse im spanischen Handball. Die Saison 2011/2012 der Liga Asobal war die 52. in ihrer Geschichte.
FC Barcelona Intersport war der Titelverteidiger, die ihren 18. Titel in der vorherigen Saison gewonnen haben. Die Saison begann am 10. September 2011 und endete am 2. Juni 2012. Der Tabellenführer nach dem 30. Spieltag war Spanischer Meister 2011. Insgesamt 16 Mannschaften kämpften um die Meisterschaft, von denen bereits 14 Mannschaften in der Saison 2010/11 gewetteifert hatten, und von denen zwei aus der División de Honor B aufgestiegen sind.

## Vereine & Spielstätten
Die Tabelle zeigt die Vereine mit dazugehöriger Heimspielstätte und deren Zuschauerkapazität.

| Verein                | Spielstätte                                   | Kapazität |
| --------------------- | --------------------------------------------- | --------- |
| CAI BM Aragón         | Pabellón Príncipe Felipe                      | 12.000    |
| FC Barcelona          | Palau Blaugrana                               | 7.500     |
| BM Atlético de Madrid | Palacio de Vistalegre                         | 15.000    |
| Quabit BM Guadalajara | Palacio Multiusos de Guadalajara              | 5.800     |
| BM Granollers         | Palacio de Deportes de Granollers             | 5.685     |
| Ademar León           | Palacio Municipal de Deportes                 | 7.000     |
| CB Torrevieja         | Polideportivo Su Alteza Real Infanta Cristina | 4.500     |
| CB Ciudad de Logroño  | Palacio de los Deportes de La Rioja           | 3.851     |
| BM Valladolid         | Polideportivo Huerta del Rey                  | 3.502     |
| SD Octavio            | Pabellón de As Travesas                       | 3.500     |
| BM Huesca             | Palacio Municipal de Huesca                   | 5.500     |
| SDC San Antonio       | Pabellón Universitario de Navarra             | 3.000     |
| Antequera 2010        | Pabellón Municipal Fernando Argüelles         | 2.575     |
| Alser Puerto Sagunto  | Pabellón Municipal                            | 2.500     |
| Cuenca 2016           | Pabellón Municipal Javier Lozano              | 1.900     |
| SCDR Anaitasuna       | Pabellón Anaitasuna                           | 2.500     |

## Tabelle
| Pl. | Verein                          | Sp. | S  | U | N  | Tore      | Diff. | Punkte  |
| --- | ------------------------------- | --- | -- | - | -- | --------- | ----- | ------- |
| 1.  | FC Barcelona Intersport (M, CL) | 30  | 29 | 0 | 1  | 1012:7520 | +260  | 058:20  |
| 2.  | BM Atlético de Madrid           | 30  | 28 | 1 | 1  | 1047:7710 | +276  | 057:30  |
| 3.  | Reale Ademar León               | 30  | 20 | 4 | 6  | 0906:7960 | +110  | 044:160 |
| 4.  | Cuatro Rayas Valladolid         | 30  | 20 | 3 | 7  | 0855:7790 | +76   | 043:170 |
| 5.  | Caja3 BM Aragón                 | 30  | 16 | 0 | 14 | 0882:8610 | +21   | 032:280 |
| 6.  | BM Ciudad Encantada             | 30  | 15 | 1 | 14 | 0808:8740 | −66   | 031:290 |
| 7.  | Naturhouse La Rioja             | 30  | 12 | 5 | 13 | 0845:8620 | −17   | 029:310 |
| 8.  | Fraikin BM Granollers           | 30  | 12 | 2 | 16 | 0844:8670 | −23   | 026:340 |
| 9.  | CBM Torrevieja                  | 30  | 10 | 6 | 14 | 0785:8020 | −17   | 026:340 |
| 10. | AMAYA Sport San Antonio         | 30  | 10 | 4 | 16 | 0864:8880 | −24   | 024:360 |
| 11. | BM Huesca (N)                   | 30  | 9  | 4 | 17 | 0827:9140 | −87   | 022:380 |
| 12. | Helvetia Anaitasuna (N)         | 30  | 8  | 6 | 16 | 0781:8810 | −100  | 022:380 |
| 13. | Academia Octavio (N)            | 30  | 7  | 6 | 17 | 0800:8930 | −93   | 020:400 |
| 14. | Quabit BM Guadalajara           | 30  | 7  | 4 | 19 | 0787:8710 | −84   | 018:420 |
| 15. | Maygar BM Antequera             | 30  | 7  | 3 | 20 | 0783:8920 | −109  | 017:430 |
| 16. | Alser Puerto Sagunto            | 30  | 3  | 5 | 22 | 0758:8810 | −123  | 011:490 |

| Legende |                                                                           |
|         | Spanischer Meister 2012 und Teilnahme an der EHF Champions League 2012/13 |
|         | Teilnahme an der EHF Champions League 2012/13                             |
|         | Teilnahme am EHF-Pokal 2012/13                                            |
|         | Absteiger in die División de Honor Plata 2012/13                          |
| (M)     | Spanischer Meister 2011                                                   |
| (CL)    | EHF-Champions-League-Sieger 2011                                          |
| (N)     | Aufsteiger aus der División de Honor Plata 2010/11                        |

Alser Puerto Sagunto belegte den letzten Platz; da die Vereine AMAYA Sport San Antonio, CBM Torrevieja und Maygar BM Antequera aber aus wirtschaftlichen Gründen absteigen mussten, konnte BM Puerto Sagunto in der Liga bleiben.